# Bäsk

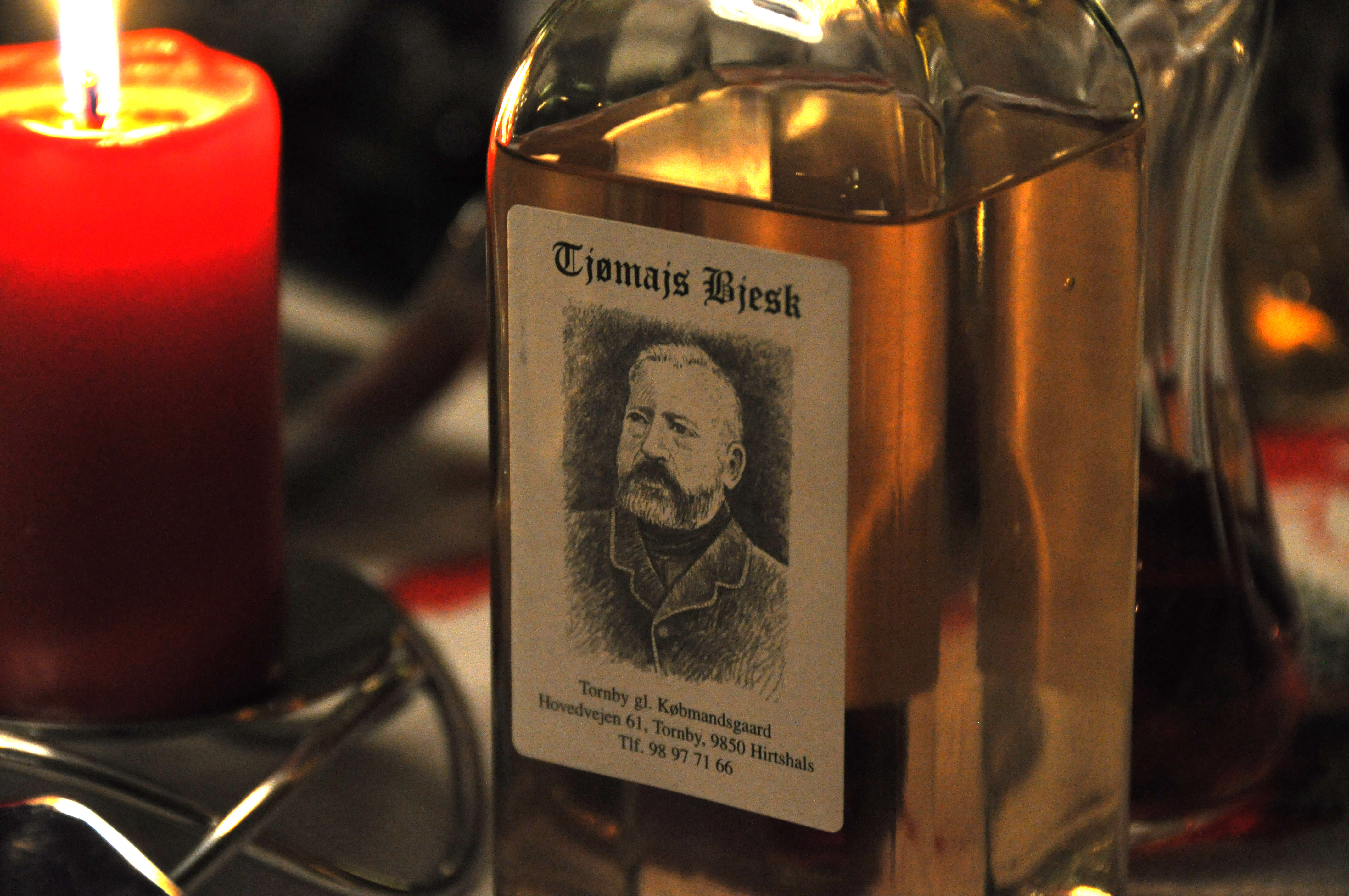
Dansk bäsk i Vendsyssel Historiske Museum.

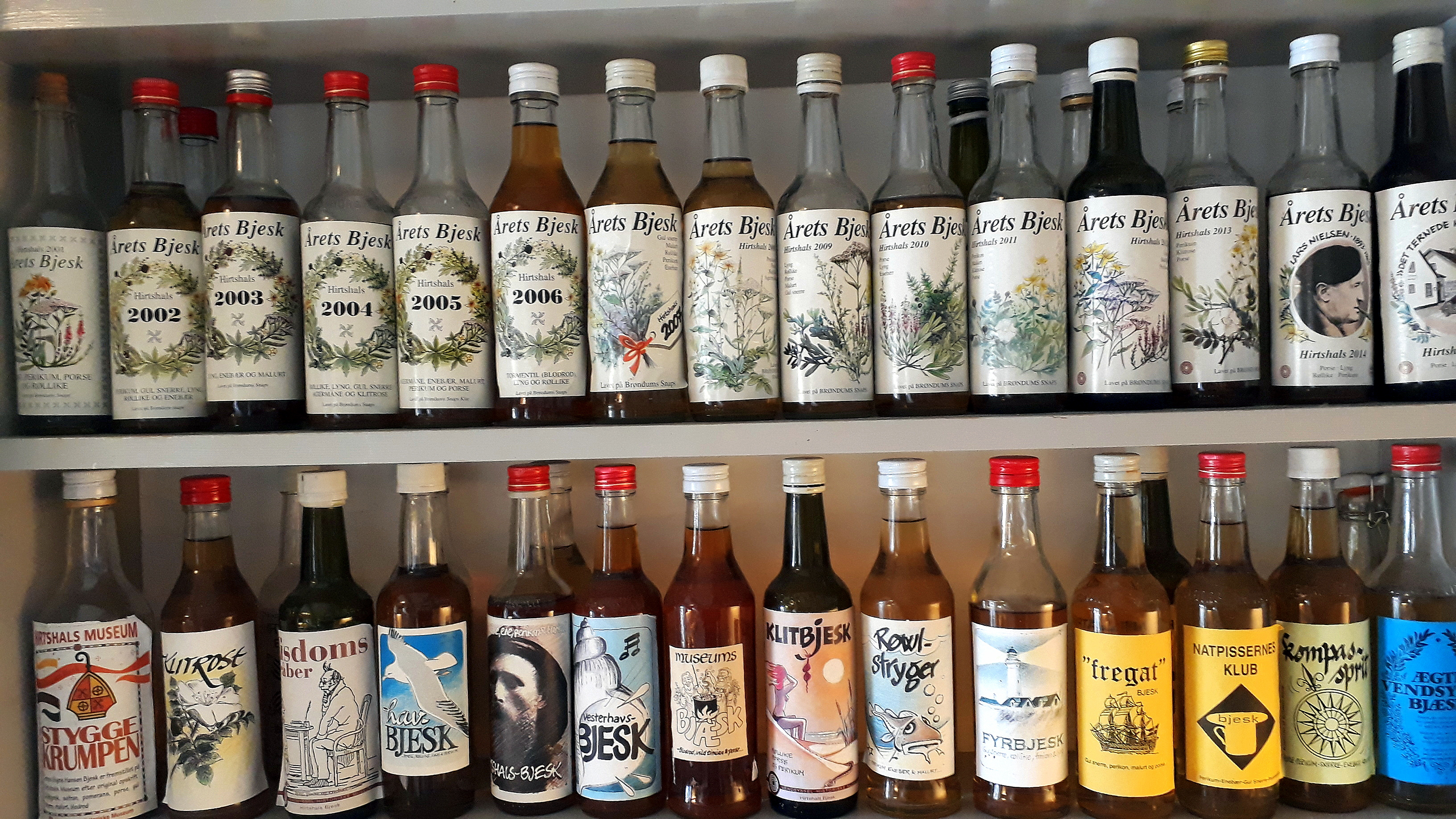
Årets Bäsk-samling i Hirtshals Museum

Bäsk eller besk eller malörtsbrännvin är ett brännvin kryddat med malört. Malörten ska enligt traditionen skördas på Bartolomeinatten 24 augusti. 
Malörtsbrännvin sägs vara bra för matsmältning och associeras därför traditionellt som dryck tillsammans med fet mat. Det verksamma ämnet tros vara tujon. Tujon är inte lösligt i vatten utan endast i ren alkohol. Används sprit med lägre alkoholhalt än 46 procent löser sig tujonet inte i drycken. Vissa av malörtens andra hartser och eteriska oljor löser sig också fullt ut endast vid starkare alkoholhalt. Detta gör att malört extraherad ur vanlig svensk 40-procentig alkohol får helt annan smak och färg. 
Dock fungerar vanlig svensk 40-procentig alkohol för tillverkning av traditionell svensk bäsk. Hemlagad bäsk lagas enkelt genom att sticka ner någon till några kvistar malört i en flaska med brännvin och sedan låta det dra sig där i minst två veckor. 
Det finns andra recept där man låter fläderblommor flyta på brännvinet i ett öppet fat och sedan bränner av under fem till tio sekunder. 
Enligt ett gammalt recept från Halland skulle en ny kvist (av malörten som skördats på Bartolimeinatten och sedan torkats) läggas i flaskan när drycken blev för svag. Annars skulle endast tomrummet i flaskan fyllas på med "kron" för att "hålla styrkan stången". En annan tradition var att alla som deltagit i julottan fick ett halvt snapsglas Bäsk, tillsammans med en sockerbit till den som så önskade, efter hemkomsten.